# Rhionaeschna cornigera
Rhionaeschna cornigera – gatunek ważki z rodziny żagnicowatych (Aeshnidae). Występuje na terenie Ameryki Południowej.